# Luxemburg op de Olympische Winterspelen 1936
Tijdens de Olympische Winterspelen van 1936, die in Garmisch-Partenkirchen (Duitsland) werden gehouden, nam Luxemburg voor de tweede keer deel.
Raoul Weckbecker nam voor de tweede keer deel aan de spelen. In 1928 kwam hij uit bij het bobsleeën, deze editie bij het bobsleeën en bij het alpineskiën op de combinatie.

## Deelnemers en resultaten

### Alpineskiën
| Olympiër             | Discipline     | Resultaat | Prestatie                                   |
| -------------------- | -------------- | --------- | ------------------------------------------- |
| Raoul Weckbecker (2) | combinatie (m) | dnf       | niet gefinisht afdaling: opgave slalom: dns |

### Bobsleeën
| Olympiër                       | Discipline                 | Resultaat | Prestatie                                       |
| ------------------------------ | -------------------------- | --------- | ----------------------------------------------- |
| Raoul Weckbecker Gaza Wertheim | 2-mansbob (m) Luxemburg I  | 22e       | 6.32,79 (1.45,41 / 1.33,95 / 1.35,96 / 1.37,47) |
| Henri Koch Gustav Wagner       | 2-mansbob (m) Luxemburg II | dnf       | opgave (1.42,02 / 1.31,91 / 1.29,76 / dnf)      |

Australië · België · Bulgarije · Canada · Duitsland · Estland · Finland · Frankrijk · Griekenland · Groot-Brittannië · Hongarije · Italië · Japan · Joegoslavië · Letland · Liechtenstein · Luxemburg · Nederland · Noorwegen · Oostenrijk · Polen · Roemenië · Spanje · Tsjecho-Slowakije · Turkije · Verenigde Staten · Zweden · Zwitserland